# Coppa del Mondo di bob 2010
La Coppa del Mondo di bob 2009/10, organizzata dalla FIBT, è iniziata il 14 novembre 2009 a Park City, negli Stati Uniti ed è terminata il 24 gennaio 2010 ad Igls in Austria. Si sono disputate ventisei gare, in otto differenti località.
Nel corso della stagione si sono tenuti anche i XXI Giochi olimpici invernali a Vancouver 2010, in Canada, competizione non valida ai fini della Coppa del Mondo mentre la tappa di Igls ha assegnato anche il titolo europeo.
Questa Coppa del Mondo si è svolta come di consueto in parallelo alla Coppa del Mondo di skeleton.

## Risultati

### Uomini
| Data             | Località             | Specialità | Primi classificati                                                     | Secondi classificati                                                      | Terzi classificati                                                           |
| ---------------- | -------------------- | ---------- | ---------------------------------------------------------------------- | ------------------------------------------------------------------------- | ---------------------------------------------------------------------------- |
| 14 novembre 2009 | Park City            | A due      | Beat Hefti Alex Baumann Svizzera                                       | Todd Hays Steven Langton Stati Uniti                                      | Ivo Rüegg Cédric Grand Svizzera                                              |
| 15 novembre 2009 | Park City            | A quattro  | Lyndon Rush Lascelles Brown Chris le Bihan Dan Humphries Canada        | Dmitrij Abramovič Dmitrij Stëpuškin Filipp Egorov Sergej Prudnikov Russia | Jānis Miņins Intars Dambis Daumants Dreiškens Oskars Melbārdis Lettonia      |
| 21 novembre 2009 | Lake Placid          | A due      | John Napier Charles Berkeley Stati Uniti                               | Steven Holcomb Justin Olsen Stati Uniti                                   | Ivo Rüegg Cédric Grand Svizzera                                              |
| 22 novembre 2009 | Lake Placid          | A quattro  | Steven Holcomb Curtis Tomasevicz Steve Mesler Justin Olsen Stati Uniti | John Napier Jamie Moriarty Christopher Fogt Steven Langton Stati Uniti    | Wolfgang Stampfer Johannes Wipplinger Jürgen Mayer Martin Lachkovics Austria |
| 5 dicembre 2009  | Cesana Torinese      | A due      | Beat Hefti Thomas Lamparter Svizzera                                   | Ivo Rüegg Cédric Grand Svizzera                                           | Steven Holcomb Curtis Tomasevicz Stati Uniti                                 |
| 6 dicembre 2009  | Cesana Torinese      | A quattro  | Steven Holcomb Curtis Tomasevicz Steve Mesler Justin Olsen Stati Uniti | Ivo Rüegg Roman Handschin Cédric Grand Patrick Bloechliger Svizzera       | Lyndon Rush Lascelles Brown Chris le Bihan Dan Humphries Canada              |
| 12 dicembre 2009 | Winterberg           | A due      | Beat Hefti Thomas Lamparter Svizzera                                   | Karl Angerer Gregor Bermbach Germania                                     | Ivo Rüegg Roman Handschin Svizzera                                           |
| 13 dicembre 2009 | Winterberg           | A quattro  | Steven Holcomb Curtis Tomasevicz Steve Mesler Justin Olsen Stati Uniti | André Lange Kevin Kuske René Hoppe Martin Putze Germania                  | Karl Angerer Andreas Udvari Alex Mann Gregor Bermbach Germania               |
| 19 dicembre 2009 | Altenberg            | A due      | André Lange Kevin Kuske Germania                                       | Thomas Florschütz Marc Kühne Germania                                     | Ivo Rüegg Cédric Grand Svizzera                                              |
| 20 dicembre 2009 | Altenberg            | A quattro  | André Lange Kevin Kuske René Hoppe Martin Putze Germania               | Steven Holcomb Curtis Tomasevicz Steve Mesler Justin Olsen Stati Uniti    | Evgenij Popov Andrej Jurkov Denis Moisejčenkov Aleksej Kireev Russia         |
| 9 gennaio 2010   | Schönau am Königssee | A due      | Thomas Florschütz Richard Adjei Germania                               | André Lange Kevin Kuske Germania                                          | Beat Hefti Thomas Lamparter Svizzera                                         |
| 10 gennaio 2010  | Schönau am Königssee | A quattro  | André Lange Kevin Kuske René Hoppe Martin Putze Germania               | Steven Holcomb Curtis Tomasevicz Steve Mesler Justin Olsen Stati Uniti    | John Napier Jamie Moriarty Christopher Fogt Steven Langton Stati Uniti       |
| 16 gennaio 2010  | St.Moritz            | A due      | André Lange Kevin Kuske Germania e Lyndon Rush Lascelles Brown Canada  | non assegnato                                                             | Edwin van Calker Sybren Jansma Paesi Bassi                                   |
| 17 gennaio 2010  | St.Moritz            | A quattro  | André Lange Kevin Kuske René Hoppe Martin Putze Germania               | Karl Angerer Alex Mann Gregor Bermbach Andreas Bredau Germania            | Aleksandr Zubkov Filipp Egorov Dmitrij Trunenkov Pëtr Moiseev Russia         |
| 24 gennaio 2010  | Igls                 | A due      | Beat Hefti Thomas Lamparter Svizzera                                   | André Lange Kevin Kuske Germania                                          | Daniel Schmid Jürg Egger Svizzera                                            |
| 25 gennaio 2010  | Igls                 | A quattro  | André Lange Kevin Kuske René Hoppe Martin Putze Germania               | Ivo Rüegg Roman Handschin Thomas Lamparter Cédric Grand Svizzera          | Thomas Florschütz Andreas Barucha Ronny Listner Richard Adjei Germania       |

### Donne
| Data             | Località             | Specialità | Prime classificate                       | Seconde classificate                     | Terze classificate                       |
| ---------------- | -------------------- | ---------- | ---------------------------------------- | ---------------------------------------- | ---------------------------------------- |
| 13 novembre 2009 | Park City            | A due      | Cathleen Martini Romy Logsch Germania    | Sandra Kiriasis Berit Wiacker Germania   | Erin Pac Michelle Howe Stati Uniti       |
| 21 novembre 2009 | Lake Placid          | A due      | Cathleen Martini Romy Logsch Germania    | Sandra Kiriasis Janine Tischer Germania  | Kaillie Humphries Heather Moyse Canada   |
| 5 dicembre 2009  | Cesana Torinese      | A due      | Shauna Rohbock Michelle Howe Stati Uniti | Cathleen Martini Romy Logsch Germania    | Sandra Kiriasis Berit Wiacker Germania   |
| 12 dicembre 2009 | Winterberg           | A due      | Cathleen Martini Romy Logsch Germania    | Sandra Kiriasis Janine Tischer Germania  | Erin Pac Elana Meyers Stati Uniti        |
| 19 dicembre 2009 | Altenberg            | A due      | Kaillie Humphries Heather Moyse Canada   | Helen Upperton Jennifer Ciochetti Canada | Shauna Rohbock Michelle Howe Stati Uniti |
| 9 gennaio 2010   | Schönau am Königssee | A due      | Cathleen Martini Romy Logsch Germania    | Kaillie Humphries Heather Moyse Canada   | Sandra Kiriasis Christin Senkel Germania |
| 16 gennaio 2010  | St.Moritz            | A due      | Cathleen Martini Romy Logsch Germania    | Sandra Kiriasis Christin Senkel Germania | Claudia Schramm Berit Wiacker Germania   |
| 24 gennaio 2010  | Igls                 | A due      | Shauna Rohbock Michelle Howe Stati Uniti | Cathleen Martini Romy Logsch Germania    | Kaillie Humphries Heather Moyse Canada   |

### A squadre
| Data             | Località             | Prima classificata                                                                            | Seconda classificata                                                                      | Terza classificata                                                                                      |
| ---------------- | -------------------- | --------------------------------------------------------------------------------------------- | ----------------------------------------------------------------------------------------- | --- |
| 22 novembre 2009 | Lake Placid          | Germania Frank Rommel Sandra Kiriasis Berit Wiacker Marion Thees Thomas Florschütz Marc Kühne | Stati Uniti Eric Bernotas Erin Pac Jamie Greubel Noelle Pikus-Pace John Napier T.J. Burns | Canada Jon Montgomery Kaillie Humphries Amanda Moreley Mellisa Hollingsworth Lyndon Rush Neville Wright |
| 10 gennaio 2010  | Schönau am Königssee | Germania Frank Rommel Sandra Kiriasis Anja Winter Marion Thees Karl Angerer Andreas Udvari    | Stati Uniti Zach Lund Erin Pac Michelle Howe Katie Uhlaender Steven Holcomb Hoy Thurman   | Stati Uniti Eric Bernotas Bree Schaaf Ingrid Marcum Noelle Pikus-Pace John Napier T.J. Burns            |

## Classifiche

### Bob a due uomini
| Pos. | Nome pilota       | Nazione     | PKC | LAK | CES | WIN | ALT | KÖN | STM | IGL | Totale |
| ---- | ----------------- | ----------- | --- | --- | --- | --- | --- | --- | --- | --- | ------ |
| 1    | Ivo Rüegg         | Svizzera    | 3   | 3   | 2   | 3   | 3   | 4   | 8   | 9   | 1514   |
| 2    | Thomas Florschütz | Germania    | 8   | 5   | 9   | 5   | 2   | 1   | 6   | 5   | 1475   |
| 3    | Karl Angerer      | Germania    | 6   | 8   | 6   | 2   | 4   | 6   | 4   | 4   | 1474   |
| 4    | Beat Hefti        | Svizzera    | 1   | -   | 1   | 1   | 6   | 3   | 7   | 1   | 1444   |
| 4    | André Lange       | Germania    | 10  | -   | 10  | 6   | 1   | 2   | 1   | 2   | 1334   |
| 6    | Lyndon Rush       | Canada      | 7   | 7   | 13  | 11  | 5   | 5   | 1   | 10  | 1329   |
| 7    | Steven Holcomb    | Stati Uniti | 4   | 2   | 3   | 7   | 19  | 9   | 14  | 5   | 1292   |
| 8    | John Napier       | Stati Uniti | 12  | 1   | 5   | 10  | 10  | 11  | 15  | 13  | 1185   |
| 9    | Aleksandr Zubkov  | Russia      | 5   | 6   | 4   | 8   | 8   | 13  | 23  | 11  | 1178   |
| 10   | Pierre Lueders    | Canada      | 9   | 4   | 8   | 19  | -   | 8   | 9   | 8   | 1050   |

### Bob a quattro uomini
| Pos. | Nome pilota       | Nazione     | PKC | LAK | CES | WIN | ALT | KÖN | STM | IGL | Totale |
| ---- | ----------------- | ----------- | --- | --- | --- | --- | --- | --- | --- | --- | ------ |
| 1    | Steven Holcomb    | Stati Uniti | 7   | 1   | 1   | 1   | 2   | 2   | 4   | 8   | 1615   |
| 2    | Jānis Miņins      | Lettonia    | 2   | 5   | 4   | 7   | 5   | 4   | 27  | 4   | 1354   |
| 3    | André Lange       | Germania    | 17  | -   | 11  | 2   | 1   | 1   | 1   | 1   | 1334   |
| 4    | John Napier       | Stati Uniti | 8   | 2   | 9   | 5   | 10  | 3   | 11  | 13  | 1306   |
| 5    | Thomas Florschütz | Germania    | 5   | 8   | 8   | 4   | 7   | 6   | 21  | 3   | 1302   |
| 6    | Ivo Rüegg         | Svizzera    | 10  | 4   | 2   | 16  | 11  | 12  | 5   | 2   | 1300   |
| 7    | Karl Angerer      | Germania    | 24  | 13  | 7   | 3   | 8   | 5   | 2   | 4   | 1279   |
| 8    | Lyndon Rush       | Canada      | 1   | 7   | 3   | 12  | 4   | 10  | 25  | 7   | 1265   |
| 9    | Dmitrij Abramovič | Russia      | 2   | 16  | 15  | 6   | 6   | 7   | 24  | 6   | 1151   |
| 10   | Aleksandr Zubkov  | Russia      | 13  | DNS | 6   | 10  | 9   | 8   | 3   | 9   | 1104   |

### Combinata uomini
| Pos. | Nome pilota       | Nazione     | PKC     | LAK     | CES     | WIN     | ALT     | KÖN    | STM     | IGL     | Totale |
| ---- | ----------------- | ----------- | ------- | ------- | ------- | ------- | ------- | ------ | ------- | ------- | ------ |
| 1    | Steven Holcomb    | Stati Uniti | 4 / 7   | 2 / 1   | 3 / 1   | 7 / 1   | 19 / 2  | 9 / 2  | 14 / 4  | 5 / 8   | 2907   |
| 2    | Ivo Rüegg         | Svizzera    | 3 / 10  | 3 / 4   | 2 / 2   | 3 / 16  | 3 / 11  | 4 / 12 | 8 / 5   | 9 / 2   | 2814   |
| 3    | Thomas Florschütz | Germania    | 8 / 5   | 5 / 8   | 9 / 8   | 5 / 4   | 2 / 7   | 1 / 6  | 6 / 21  | 5 / 3   | 2777   |
| 4    | Karl Angerer      | Germania    | 6 / 24  | 8 / 13  | 6 / 7   | 2 / 3   | 4 / 8   | 6 / 5  | 4 / 2   | 4 / 4   | 2753   |
| 5    | André Lange       | Germania    | 10 / 17 | -       | 10 / 11 | 6 / 2   | 1 / 1   | 2 / 1  | 1 / 1   | 2 / 1   | 2668   |
| 6    | Lyndon Rush       | Canada      | 7 / 1   | 7 / 7   | 13 / 3  | 11 / 12 | 5 / 4   | 5 / 10 | 1 / 25  | 10 / 7  | 2594   |
| 7    | John Napier       | Stati Uniti | 12 / 8  | 1 / 2   | 5 / 9   | 10 / 5  | 10 / 10 | 11 / 3 | 15 / 11 | 13 / 13 | 2491   |
| 8    | Aleksandr Zubkov  | Russia      | 5 / 13  | 6 / DNS | 4 / 6   | 8 / 10  | 8 / 9   | 13 / 8 | 23 / 3  | 11 / 9  | 2282   |
| 9    | Jānis Miņins      | Lettonia    | 11 / 2  | 13 / 5  | 12 / 4  | 13 / 7  | 9 / 5   | 17 / 4 | 24 / 27 | 12 / 4  | 2271   |
| 10   | Beat Hefti        | Svizzera    | 1 / 15  | -       | 1 / 5   | 1 / 8   | 6 / DNS | 3 / 1  | 7 / 23  | 1 / 12  | 2206   |

### Bob  donne
| Pos. | Nome pilota       | Nazione     | PKC | LAK | CES | WIN | ALT | KÖN | STM | IGL | Totale |
| ---- | ----------------- | ----------- | --- | --- | --- | --- | --- | --- | --- | --- | ------ |
| 1    | Sandra Kiriasis   | Germania    | 2   | 2   | 3   | 2   | 4   | 3   | 2   | 6   | 1608   |
| 2    | Kaillie Humphries | Canada      | 6   | 3   | 6   | 5   | 1   | 2   | 4   | 3   | 1563   |
| 3    | Cathleen Martini  | Germania    | 1   | 1   | 2   | 1   | DNS | 1   | 1   | 2   | 1545   |
| 4    | Shauna Rohbock    | Stati Uniti | 9   | 5   | 1   | 4   | 3   | 7   | 5   | 1   | 1530   |
| 5    | Helen Upperton    | Canada      | 5   | 6   | 4   | 7   | 2   | 4   | 9   | 7   | 1442   |
| 6    | Erin Pac          | Stati Uniti | 3   | 7   | 5   | 3   | 6   | 5   | 13  | 4   | 1424   |
| 7    | Claudia Schramm   | Germania    | 10  | 4   | 10  | 6   | 5   | 5   | 3   | 11  | 1360   |
| 8    | Sabina Hafner     | Svizzera    | 8   | 9   | 12  | 8   | 7   | 12  | 6   | 5   | 1256   |
| 9    | Bree Schaaf       | Stati Uniti | 4   | 9   | 6   | 10  | 13  | 10  | 11  | 13  | 1184   |
| 10   | Amanda Stepenko   | Canada      | 11  | 12  | 9   | 12  | 8   | 10  | 15  | 7   | 1120   |